# Javier Gonzales
Javier Gonzales (1966 - 9 de febrero de 2022) fue un político estadounidense que se desempeñó como alcalde de Santa Fe, Nuevo México. Tomó posesión de su cargo en marzo de 2014. También Gonzales fue el primer alcalde abiertamente gay en Estados Unidos.
Murió a causa de cáncer el 9 de febrero de 2022.